# One Day
One Day är en låt framförd av Mariette i Melodifestivalen 2023. Låten, som deltog i den fjärde deltävlingen, gick vidare till semifinal och senare till final.
Låten är skriven av Jimmy Jansson, Thomas G:son och Mariette.